# 魏賽因不花
魏赛因不花（?—?），息州人，元朝大臣，元顺帝时中书平章政事。
魏赛因不花幼年卓而不群，善于骑射。至正年间，红巾起义开始，他应朝廷之募义勇，成为察罕帖木儿的部将，曾经单骑杀敌百余人。至正十九年（1359年），参与进攻汴梁（今河南省开封市）红巾军，击退刘福通。从王保保（扩廓帖木儿）击败中书省右丞相孛罗帖木儿于大同。至正二十五年（1365年），孛罗帖木儿败亡，任河南江北知枢密院事，奉命和岭北行省左丞相山僧追击他的余党秃坚帖木儿。至正二十八年（1368年），王保保派兵据守太原，杀尽元朝留守的官员。元顺帝派他和李思齐、张良弼等人率军在泽州（今山西省晋城市）夹击王保保，在泽州城下，拜为中书平章政事，进兵攻打晋宁路（今山西省临汾市），不久卒。 

## 延伸阅读
[在维基数据编辑]
 《新元史/卷220》，出自柯劭忞《新元史》